# اچ‌ام‌اس برازن (۱۷۹۸)
اچ‌ام‌اس برازن (۱۷۹۸) (به انگلیسی: HMS Brazen (1798)) یک کشتی بود که طول آن ۱۰۵ فوت ۲ ۱⁄۲ اینچ (۳۲٫۱ متر) بود.